# Apollonia-Arsuf
Apollonia-Arsuf (sau Tel Arshaf, în ebraică:אפולוניה, în greacă:Ἀπολλωνία, cunoscută în perioada islamică timpurie ca Arsuf în arabă:أرْسُوف iar în timpul cruciaților ca Arsur) este un  sit arheologic pe o arie nisipoasă care continuă cu mai multe stânci de calcar pe litoralul israelian al Mării Mediterane, în sudul Câmpiei Sharon, cuprinzând ruinele unui oraș antic și al unei fortărețe cruciate. El se află la circa 34 km sud de Cezareea, în vestul cartierului Nof Yam al orașului Herzliya, în preajma Moscheii Saidna Ali din zilele noastre. Locul este deschis pentru vizitatori în tot cursul anului, și este recunoscut ca Parc Național. Pentru arheologii israelieni locul este cunoscut ca Tel Arshaf (תל ארשף) 
Orașul a fost înființat de fenicieni în timpul dominației Imperiului Persan Ahemenid la sfârșitul secolului al VI-lea î.Hr.. A fost locuit fără întrerupere în perioada elenistică, romană și bizantină. Bizantinii l-au numit Sozusa in Palaestina Σώζουσα, pentru a-l deosebi de Sozusa in Libya.
Orașul a căzut în mâinile arabilor musulmani în anul 640, a devenit cunoscut ca Arsuf și a fost fortificat pentru a se apăra de încercările bizantinilor de a-l recuceri.
În 1181 a fost cucerit de Regatul Cruciat al Ierusalimului și a devenit o fortăreață însemnată din punct de vedere strategic pentru Cruciada a treia, în timpul căreia în 1191 a devenit arena Bătăliei de la Arsuf. 
Orașul fortificat și cetățuia au căzut în 1265 în mâinile mamelucilor, care le-au distrus în mare parte.
Situl arheologic se află, în prezent, în posesia municipiului Herzliya. 
El a fost excavat  intensiv, începând din 1994. În 2002 a fost amenajat în cadrul Parcului Național Apollonia.

## Numele
Orașul a fost menționat prima dată prin denumirea greacă Apollonia în ultimele decenii ale dominației persane ahemenide  (mijlocul secolului al IV-lea î.Hr. 
În 1876 Clermont Ganneau a sugerat prima dată că numele grecesc se datorează unei „interpretatio graeca”  a zeului canaanit-fenician Reshef - ršp - (ca fiind echivalent cu Apollo ca zeu al tunetului, al războiului și al ciumei, suspectând că așezarea a fost, la origine fondată, de fenicieni.  
Numele semitic  ršp  însemnând „foc”, „flacără” sau „scânteie”, a fost ulterior "restaurat" prin toponimul arab medieval Arsuf. Probabil, asa cum susține Izreel (1999) numele semitic originar al locului a fost prezervat de comunitatea samariteană locală, vorbitoare de limba arameică.
Cronica samariteană a lui Abu-l-Fath din secolul al XIV-lea, scrisă în arabă, menționează un toponim rʿšfyn (cu litera ayin). După Izre'el acest toponim poate fi considerat identic cu arabicul Arsuf. 
Tradiția care leagă numele de biblicul Reshef, nepotul lui Efraim nu a fost găsită plauzibilă.

Numele localității israeliene vecine Rishpon a fost dat în 1936, în urma unei citiri eronate a unei inscripții a regelui asirian Tiglatpalasar al III-lea, prin care în loc de kašpūna s-a citit  rašpūna, ceea ce ar fi sprijinit ipoteza identificării Arsufului cu o presupusă așezare feniciană Rashpuna din Epoca fierului. Eroarea a fost descoperită în 1951.
În vremea Imperiului Bizantin orașul Apollonia (Orașul lui Apollo) a fost rebotezat Sozusa Σώζουσα, adică Orașul lui Soter - al Mântuitorului. În statul creștin bizantin s-a recurs la tradiția veche, după care și Apollo era numit Soter, adică Mântuitor, asemănător lui Isus Hristos. O astfel de schimbare a numelui a avut loc și în alte cazuri de orașe numite Apollonia - Sozusa in Cyrenaica, Sozopolis in Pisidia sau Sozopolis in Thracia  
Identificarea vechii Apollonia cu Sozusa bizantină se datorește lui Stark (1852) iar identificarea Arsufului medieval cu Apollonia/Sozusa a făcut-o prima dată Clermont-Ganneau (1876)  
În documentele din epoca cruciată locul era denumit Apollonia, Arsin, Arsuf, Arsuph, Arsur, Arsuth, Assur, Orsuf, cu o preferință dominantă pentru numele Arsur, așa cum arată izvoarele secundare discutate de Schmidt.

## Istoria

### Antichitatea
Cu toate că s-au descoperit câteva vestigii din calcolitic și din epoca fierului nu există dovezi despre existența unei așezări înainte de perioada persană ahemenidă. Atunci, în secolul al V-lea î.Hr. în timpul dominației persane, fenicienii din Sidon  s-au instalat în micul port natural numit Arshof sau Arshaf, bogat în moluște murex producătoare de purpură. Numele Arshaf evoca numele zeului Reshef, zeu al furtunii, al războiului și al ciumei. Cum se menționează în inscripția de pe Sarcofagul lui Eshmunazar al II-lea Regiunea Sharon a fost în acea perioadă predată de persani Sidonului spre administrare. Așezarea feniciană Arshaf a întreținut relații comerciale cu zona Mării Egee și cu Grecia.
Se presupune că întemeierea în proximitate a două colonii feniciene - Arshaf, dependentă de Sidon și Tel Mikhal, dependentă de Tir era expresia unei concurențe între Sidon și Tir.
pentru hegemonia în sudul Feniciei și pe litoralul mediteranean din apropiere la începutul stăpânirii persane în regiune. 
În epoca elenistică (sub Siria seleucidă)  așezarea, care a continuat să se dezvolte și să treacă printr-un proces de elenizare a populației, s-a numit Apollonia, în cinstea zeului Apollo, considerat echivalent cu zeul semitic Reshef, cel care fusese adorat aici înainte..Însemnătatea Apolloniei era umbrită de porturile Jaffa și Cezareea. Ea a câștigat în importanță ca centru regional după declinul unei așezării vecine - azi situl Tel Mikhal - din perioada persană târzie, și, pe la mijlocul secolului al IV-lea î.Hr., ea a devenit principalul port, refugiu maritim și oraș din sudul Câmpiei Sharon, fiind menționată în Periplus al lui Pseudo Scylax.
Ea a slujit. între altele, drept refugiu maritim pentru corăbiile care navigau între Yaffo și Dor, care erau singurele porturi protejate în zonă. .
La un moment dat, așa cum menționează Josephus, a fost cucerită de regele evreu Alexandru Ianai (103-76)
În epoca romană Apollonia a fost menționată de Pliniu cel Bătrân (Istoria naturală V, 14) și de Claudiu Ptolemeu (V,xv,2) ca fiind situată între Caesarea și Joppa. O amintesc și Josephus Flavius (în Antichitățile Iudaice XII,xv,4), Appian (Hist.rom. syr. 57) 
Proconsulul Aulus Gabinius, guvernator al Siriei in 57-56 î.Hr.,   a reclădit-o. (Iosif Flaviu - Războiul evreilor I, viii,4). .Apollonia a atras noi locuitori și a devenit un oraș prosper. având relații comerciale cu Italia și Africa de nord. Este descrisă și în Tabula Peutingeriana, ca aflându-se pe drumul de coastă dintre Joppa și Caesarea, la circa 22 mile de Caesarea, ceea ce confirmă identificarea Arsufului cu Apollonia
Localitatea a fost afectată de lupte intestine între evrei și în 57 î.Hr. de rebeli evrei antiromani. 
În 112 d.Hr. Apollonia a fost parțial distrusă de un cutremur de pământ, dar s-a refăcut repede.  
Orasul nu bătea monede, nefiind considerat centru provincial, statutul lui fiind asemănător unor orașe mijlocii precum Jamnia (Yavne) și Azotus (Ashdod Yam).

Mai târziu în Imperiul Roman de Răsărit, Apollonia a făcut parte din provincia Palaestina Prima și era sediu de episcopat creștin sufragan, subordonat celui din capitala provinciei, Caesarea.
Ea și-a schimbat numele în Sozusa, adică Orașul Mântuitorului   înainte de anul 449, când se știe că episcopul Baruchius a semnat ca episcop de Sozusa documente la așa numitul Sinod tâlhăresc de la Efesos.  
Denumirea Sozusa apare în scrierile geografilor bizantini Hierocle și George din Cipru.
Suprafata orașului a ajuns la 28 hectare, dar nu era înconjurat de  ziduri. Avea o biserică mare si era locuit de mulți crestini, pe lângă o mare comunitate samariteană. După una din tradițiile samaritene aici s-ar fi descoperit mormantul lui preotului Eli (Eli Hacohen). În localitate s-a dezvoltat o industrie a sticlei.
După Baruchius se mai cunosc numele a doi episcopi de Sozusa:Leontius î 518 și Damianus în 553.Se știe din texte in limbile georgiană și arabă că în anul 630 patriarhul Modestus al Ierusalimului a murit la Sozusa. În georgiană se folosea denumirea Sozos, iar în arabă cea de Arsuf.    
În timpul Războiului bizantino-persan din 602-628 în anul 614 orașul s-a predat lui Shahrbaraz și a rămas în mâinile Sasanizilor până în 628.

### Perioada islamică timpurie
În timpul cuceririi musulmane, Sozusa era locuită de samariteni.
În 640 orașul a fost cucerit de arabii musulmani, care i-au redat numele semitic Arsuf,probabil transmis de samariteni.   
Numele Arsuf sau Ursuf apare în scrierile geografilor arabi din secolul al X-lea, ca de exemplu Al-Mukaddasi care îl descrie ca fiind mai mic decât Yafa, dar foarte întărit, populat și prosper. Se afla acolo un minbar (amvon) frumos, care fusese creat pentru moscheea din Ramla, dar fiind prea mic a fost dăruit Arsufului.
În anul 809 după moartea lui Harun al Rashid, a avut loc un pogrom împotriva comunității samaritene locale și sinagoga ei a fost distrusă.
Califul abbasid a izgonit cu forța pe samaritenii care locuiau în oras.

Aria orașului s-a micșorat la 9 hectare și a fost pentru prima oară înconjurată de un zid cu contraforturi pentru a se apăra de atacurile dese ale flotei bizantine dinspre mare. 
Și portul s-a micșorat.

### De la cruciați la mameluci

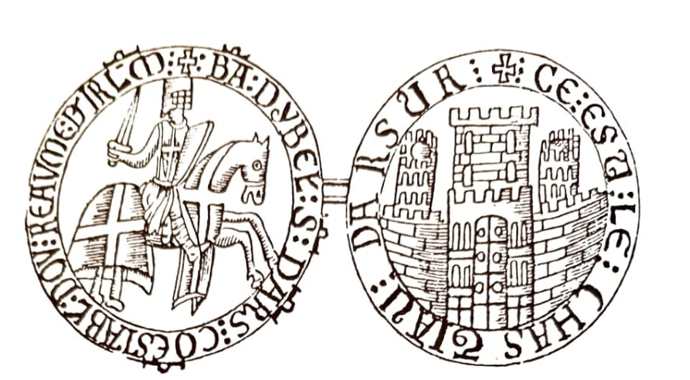
Pecetea lui Balian I deArsuf. Se poate citi: Acesta este castelul Arsur

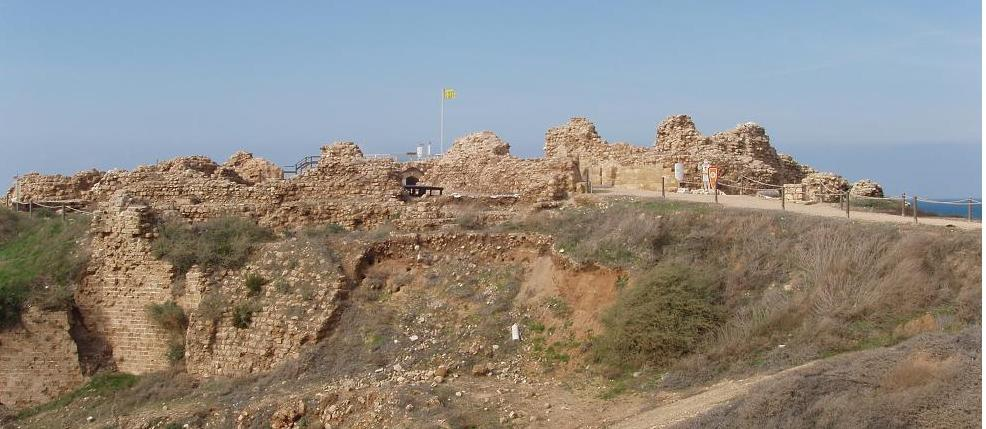
Arsuf.Ruinele citadelei

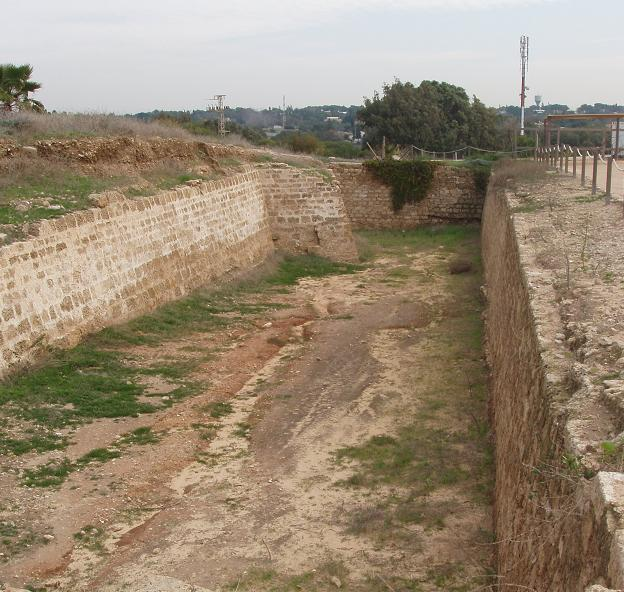
Șanțul de apărare uscat al cetății

În vara lui 1099 cruciații lui Godefroy de Bouillon au încercat fără succes să cucerească localitatea, dar nu au avut corăbiile necesare.
Până la urmă Balduin I a cucerit-o în primăvara 1101, printr-un asediu și de pe uscat și de pe mare, cu ajutorul flotei genoveze . El a permis locuitorilor să se refugieze la Ascalon.
Cruciații, care au chemat orășelul în franceză Arsur, au reclădit zidurile și au întemeiat Domeniul Arsur,ca parte a Regatului Ierusalimului. La sfârșitul anului 1187 Arsuf a fost recapturat de musulmanii comandați de Saladin, dar a căzut iarăși în mâinile cruciaților la 7 septembrie 1191 în urma Bătăliei de la Arsuf dintre Richard Inimă de Leu și Saladin. .
Jean d'Ibelin a devenit senior de Arsuf în 1207 in urma căsătoriei sale cu Melisende de Arsuf. Fiul lor, Jean de Arsuf (d. 1258) a moștenit titlul. 
Titlul a trecut apoi în posesia fiului mai mare al acestuia, Balian de Arsuf (d.1277). El a ridicat în 1241 ziduri noi, o mare citadelă concentrică în nordul așezării și un port nou. În 1251 regele Franței, Ludovic cel Sfânt a întărit și mai mult fortificația. În 1261 Cavalerii Ospitalieri  au cumpărat Arsuf de la familia Ibelin  
În 1225 Yakut Al-Hamawi a scris: «Arsuf a rămas în mâinile musulmanilor până ca a fost cucerit de „Kund Furi ”(Godefroy de Bouillon) (sic), suveranul Ierusalimului, în anul 494 (AH, al calendarului musulman, adică 1101) și se află în mâinile francilor până în ziua de astăzi»
În 1265 Baibars,sultanul mameluc al Siriei și Egiptului, a cucerit Arsuf după 40 zile de asediu, timp în care era să-și piardă viața în șanț în urma unei brusc atac din partea apărătorilor citadelei .
Garnizoana Cavalerilor Ospitalieri s-a predat în schimbul făgăduinței că i se va permite plecarea liberă. Baibars, însă, nu și-a ținut promisiunea. Ospitalierii au fost vânduți ca sclavi la Cairo 
iar orașul a fost ras cu totul de pe suprafața pământului. Distrugerea a fost așa de mare încât locul a fost abandonat și nu și-a mai reluat niciodată caracterul urban. Fortăreața a devenit o ruină..În secolul al XIV-lea  geograful Abulfeda susținea .că așezarea nu mai era locuită.(Tabula Syriae p.82)
După Mujir al-Din (care a scris pe la 1496) Moscheea Saidna Ali, aflată imediat la sud de Arsuf, a fost ctitorită de Baibars la locul mormântului unui sfânt, la care sultanul s-a recules înaintea recuceririi Arsufului.

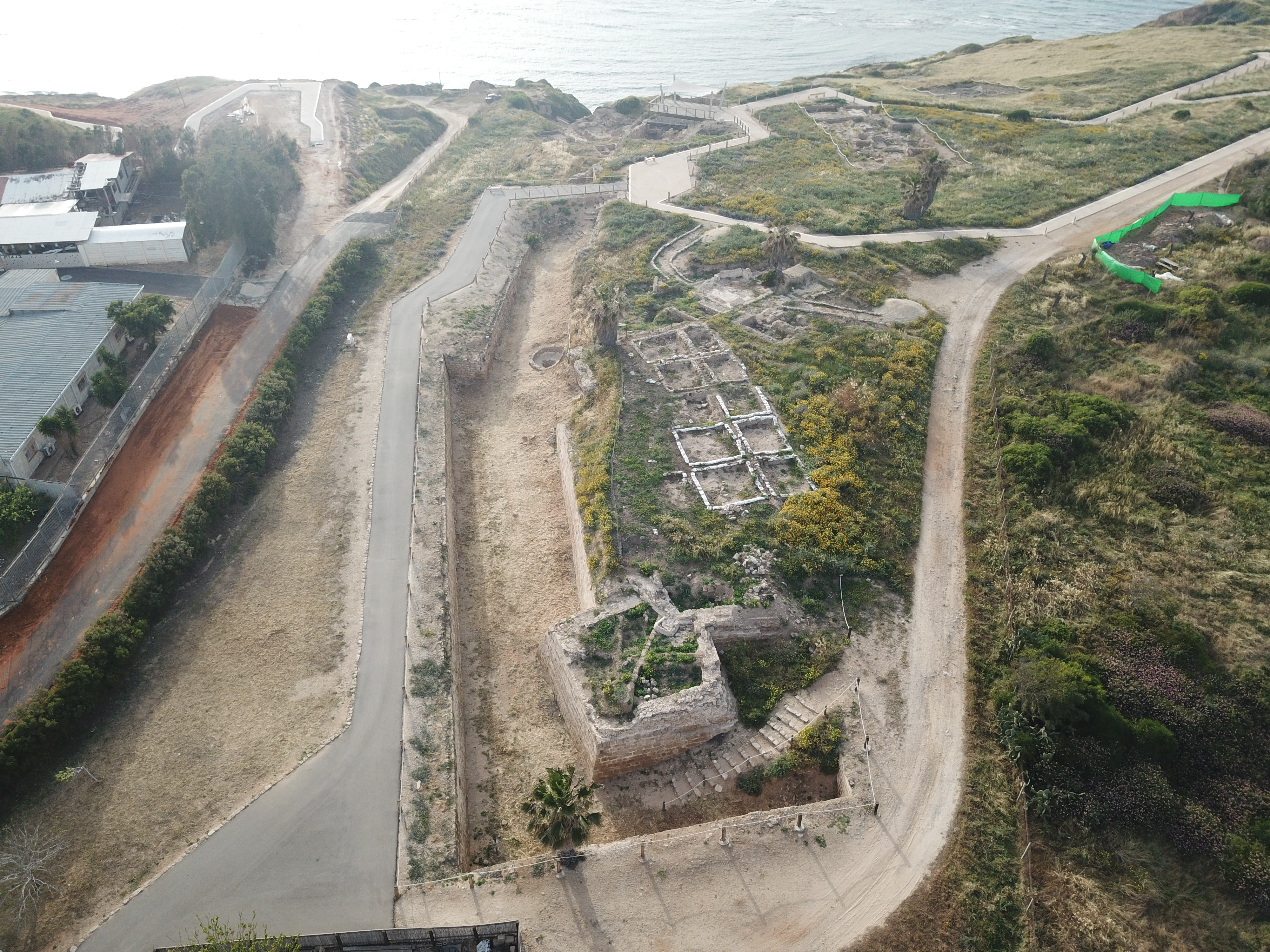
Șanțul de sud al Arsufului

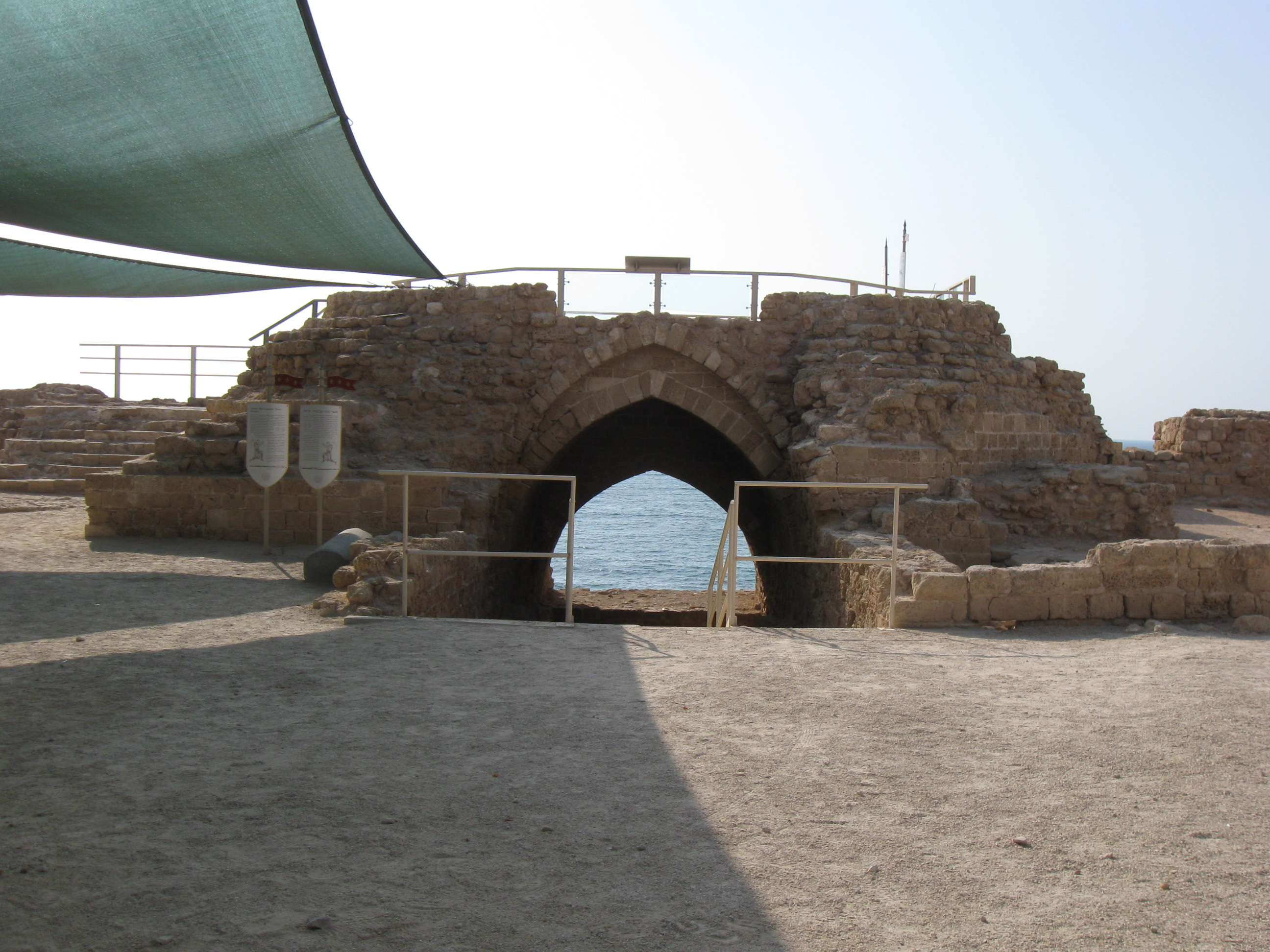
Ruinele donjonului de la Arsuf

### Perioada otomană

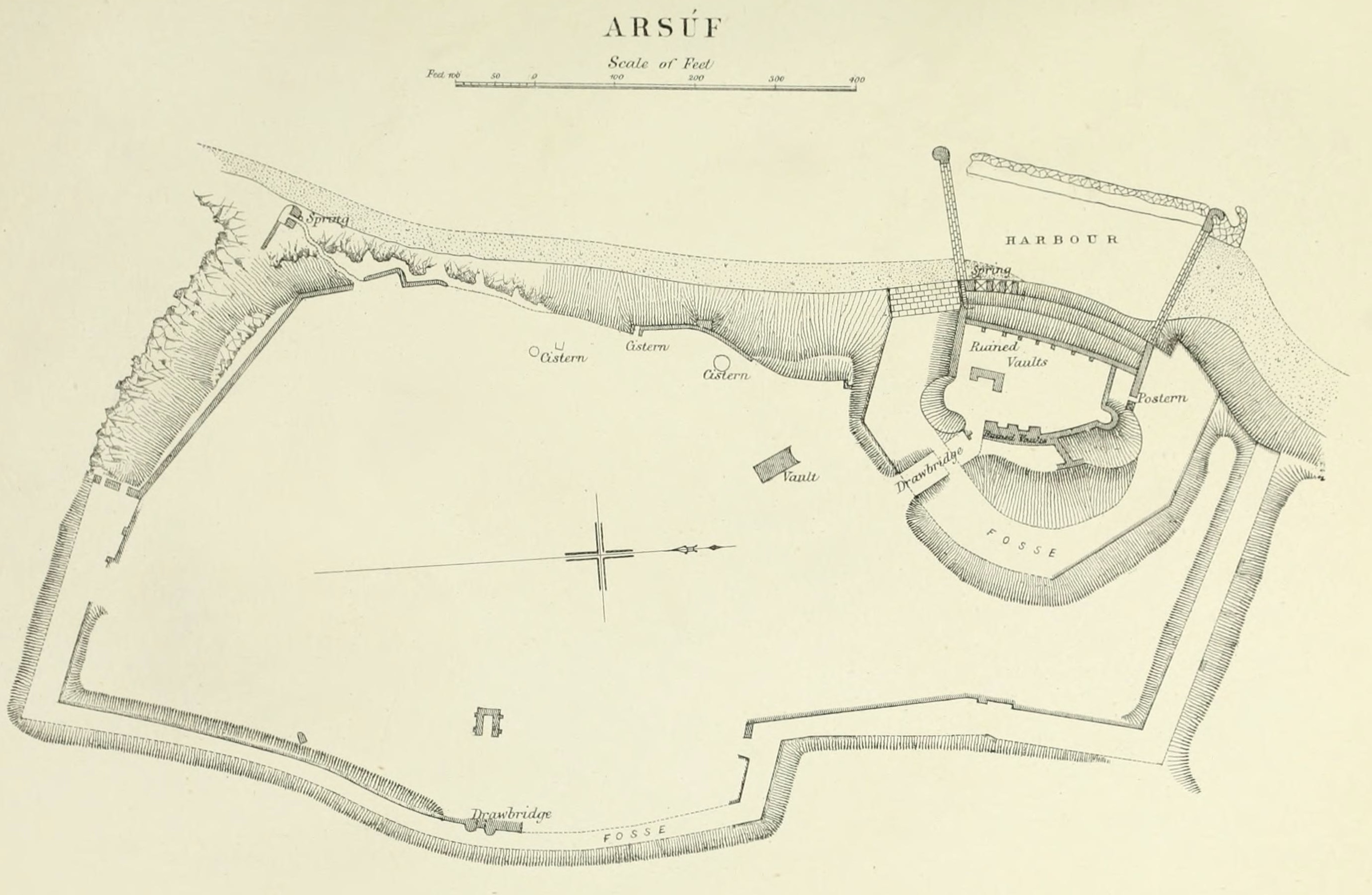
Arsuf în anii 1871–77 (Cercetarea Palestinei)

În 1596 registrele de taxe otomane se refereau la un sat numit Arsuf cu 22 familii și 4 celibatari, cu toții musulmani.
Sătenii plăteau un total de 2900 akçe ca taxe. O treime din venit revenea waqfului comunității islamice locale Hadrat Ali ibn 'Alim (azi moscheea Saidna Ali)
Calugarul franciscan Eugène Roger care a vizitat Arsuf în prima jumătate a secolului al XVII-lea a găsit acolo un sat mare populat cu musulmani, evrei și crestini. Este singuar mențiune a unor locuitori evrei la Arsuf  în epoca modernă.  
Pe harta compilată de Pierre Jacotin din timpul Campaniei lui Napoleon Bonaparte în Egipt și Siria în 1799. .
Până în 1965 Apollonia a rămas, sub numele Sozusa in Palaestina, o episcopie titulară a Bisericii Romano-Catolice, figurând în Annuario Pontificio din 2013. 
Din cauza unei confuzii cu o altă cetate antică, era denumită și Antipatris.  Ultimul episcop titular latin al Sozusei a fost Francis Joseph McSorley, vicar apostolic de Jolo, (decedat in 1970). Dupa aceea nu a mai fost numit un nou episcop titular, potrivit cu regulile stabilite de Conciliul Vatican II cu privire la toate scaunele titulare de pe teritoriul aflat sub jurisdicția patriarhului oriental
.

### Perioada mandatului britanic în Palestina
În 1924 situl a fost încorporat în municipiul Herzliya înfiintat de repatrianți evrei. În acea vreme exista în apropierea ruinelor un sat arab numit Al-Haram, dar care s-a depopulat în timpul Războiului arabo-evreiesc din 1948-1949 care a dus la evacuarea cunoscută de arabii palestineni sub numele Nakba. 
În 1936 la nord-estul sitului evreii au întemeiat moșavul Rishpon, ulterior parte a așa numitului Consiliu Regional Hof Hasharon

### În Statul Israel
Situl a continuat să fie o parte a muncipiului Herzliya, la sud de el în anii 1950 a luat ființă cartierul Shikun Olim al Herzliyei.
În 1995 s-a înființat la nord de sit, in cadrul Consiliului regional Hof Hasharon, o comunitate exclusivă numită Arsuf

## Vestigiile arheologice și factori ecologici

### Parcul Național Apollonia
Situl Apollonia-Arsuf a fost excavat in anii 1970-1990 de echipe conduse de profesorul Israel Rol și Eitan Eilon , apoi de prof.Oren Tal de la Universitatea din Tel Aviv. Raportul excavațiilor cuprinde trei volume, primul apărând în 1999, al doilea și al treilea după 2015. În 2002 situl a fost deschis pentru public ca Parcul Național Apolloni. În apropierea lui trece și itinerariul național pentru excursioniști pedeștri Shvil Israel.
Turul prin parcul arheologic, parcurge două itinerarii scurte - unul de-a lungul liniei falezei de calcar, iar celălalt - pentru cei cu dificultăți de mers - prin centrul parcului.
Vestigiile cunoscute de deasupra solului includeau zidul orașului medieval și șanțul, cuprinzând o arie de 9 hectare, un castel cruciat cu un sistem de ziduri duble pe o arie de 0.4 hectare, un port cu diguri   si ancoraj acoperit, protejat de un recif de gresie. 
În aria din jurul orașului s-au descoperit cantități mari de ceramică. majoritatea din  perioadă bizantină și islamică timpurie, indicând o extindere semnificativă a localității dincolo de zidurile vechi din secolul al XVII-lea. În sudul sitului s-a descoperit o mare „villa maritima” romană.

### Vestigii submaritime
Cercetătoarea israeliană Eva Grossman a ajuns la concluzia că Apollonia nu era un port propriu zis, ci mai curând un mic refugiu maritim. În investigarea submaritimă pe care a a efectuat-o la sfârșitul anilor 1990 în cadrul pregatirii tezei de masterat, Grossman a cartogrfiat ruinele submaritime din rezerva/ia coastei. În urma schimbărilor produse în mișcarea apei și a nisipului au fost dezvelite sub apa vestigii noi care au inclus ambarcațiuni și mărfuri precum pietre de moară din bazalt și tunuri de fier.

### Tezaur de aur
La mijlocul anului 2012 o echipă de arheologi de la Universitatea din Tel Aviv si de la Autoritatea israeliană a parcurilor și grădinilor a dezvelit un tezaur de monede de aur într-un ulcior spart de ceramică găsit sub dalele uneia din încăperile din fortăreață. Tezaurul conținea numeroase monede din secolul al XIII-lea, o parte din epoca Fatimizilor și o parte din epoca Aiubizilor 
}}

### Probleme ecologice

#### Prăbușirea falezei
Apollonia era zidită pe un lanț vestic de roci de calcar, dintre trei astfel de lanțuri de-a lungul litoralului Mediteranei. El este atins de un proces de dezagregare accelerată și a alunecat, în parte, în apă.
La o examinare din partea Autorității Antichităților, cu ajutorul unor fotografii aeriene și ale unor observații de-a lungul litoralului și pe fundul mării, s-a constatat că are loc o retragere semnificativă a liniei coastei și a început un proces de distrugere a falezei, între altele, ca urmare a construirii Marinei din Herzliya. Procesul de retragere a coastei este comun cu cel care atinge și alte situri arheologice din orașele de pe litoralul mediteranean israelian ca de exemplu Cezareea și Ashkelon. 
Autoritatea Antichitătilor, primăria Herzliya și Universitatea Tel Aviv caută să ia măsuri de ameliorare a acestei situații la Apollonia.

#### Poluarea solului,a apelor freatice și de mare
În apropierea Parcului Național Apollonia a funcționat mai multe decenii o întreprindere industrială militară care a produs, între altele, materiale explozive. Întreprinderea s-a închis în 1995, lăsând o poluare a solului. Poluarea s-a extins spre apele freatice și apa mării si din acest motiv plajele din apropiere au fost inchise publicului.

#### Proiecte de construcții în zonă
Zona Apollonia face parte din ariile foarte căutate pentru spații locative în centrul Israelului. În anii 2020 era prevăzută construcția discutabilă a 2687 unități locative în cadrul planului Tamal Alef 1004.

## Galerie

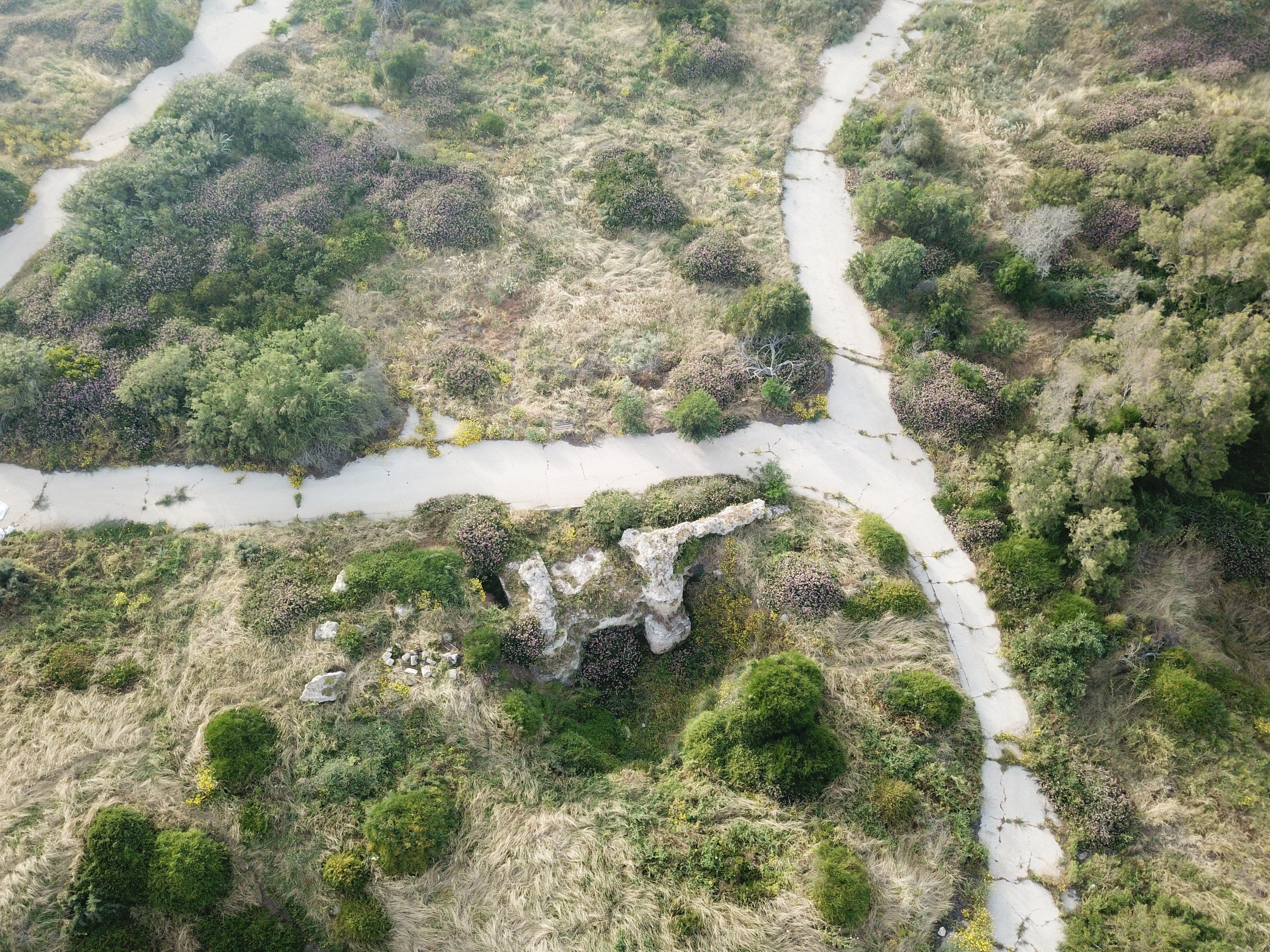
Poarta orașului cruciat Apollonia (Arsur)
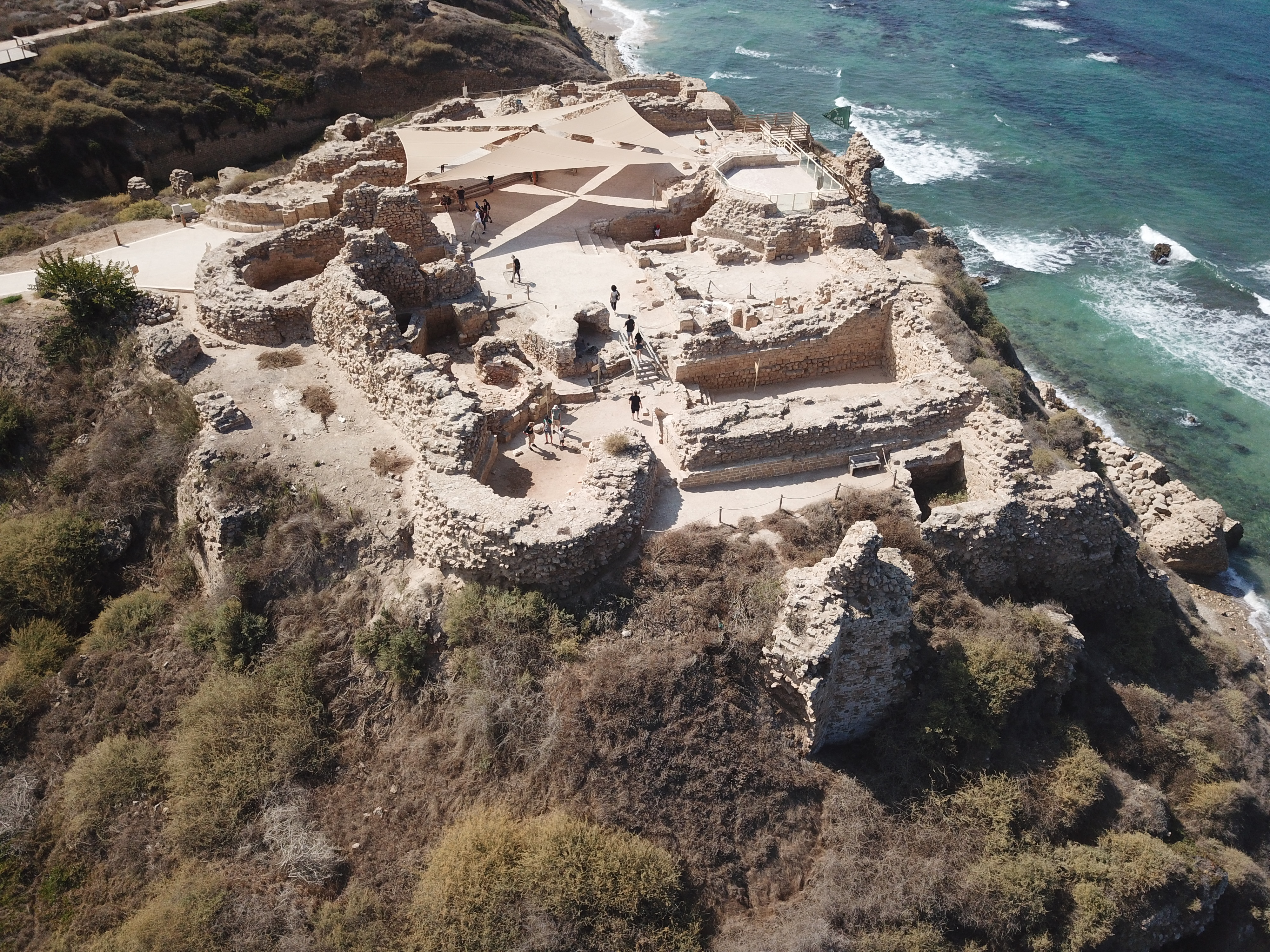
Fortăreața Arsur - vedere din nord
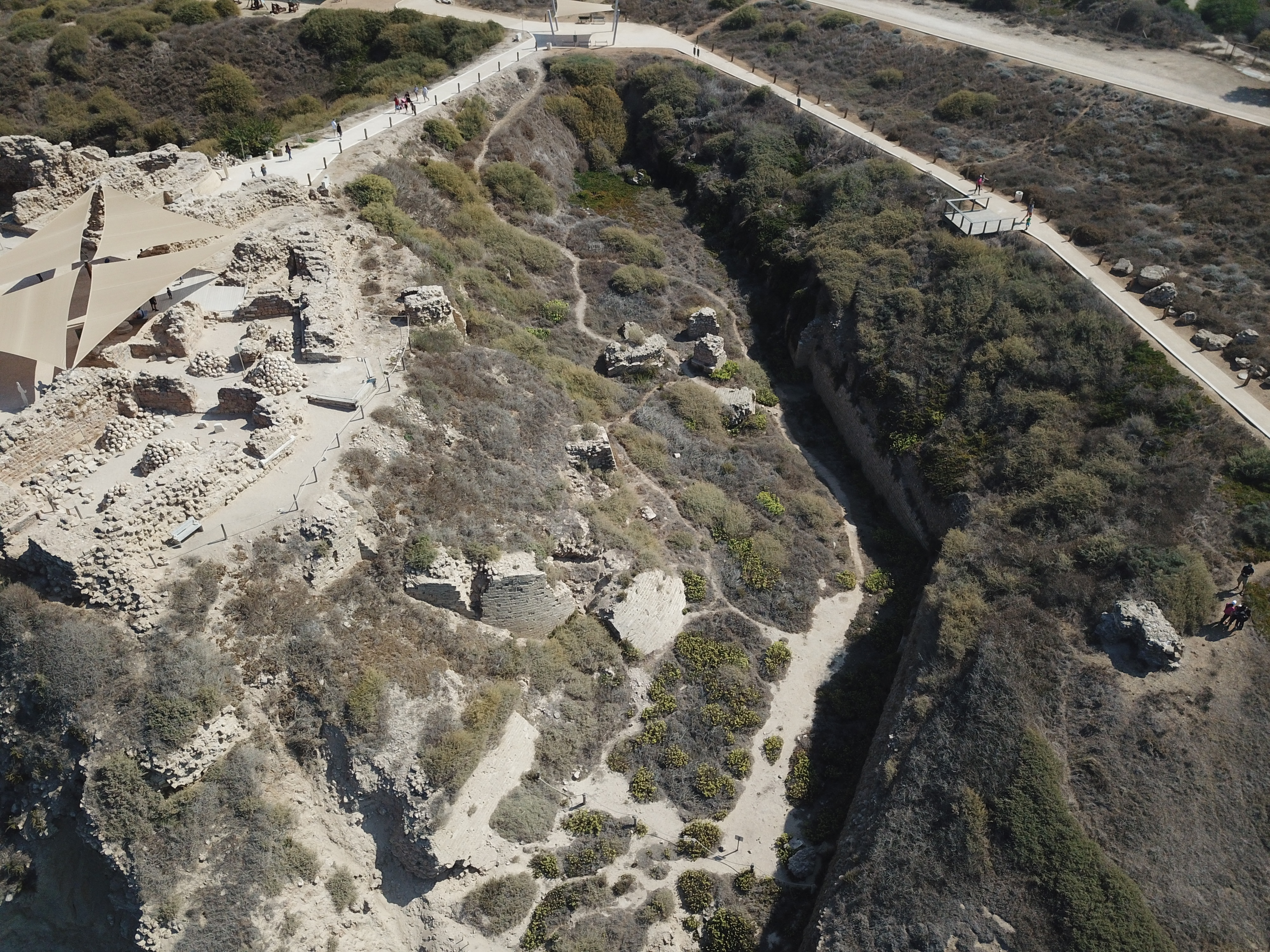
Șanțul fortăreței Arsur, se pot vedea rămășițe ale podului care trecea deasupra șanțului
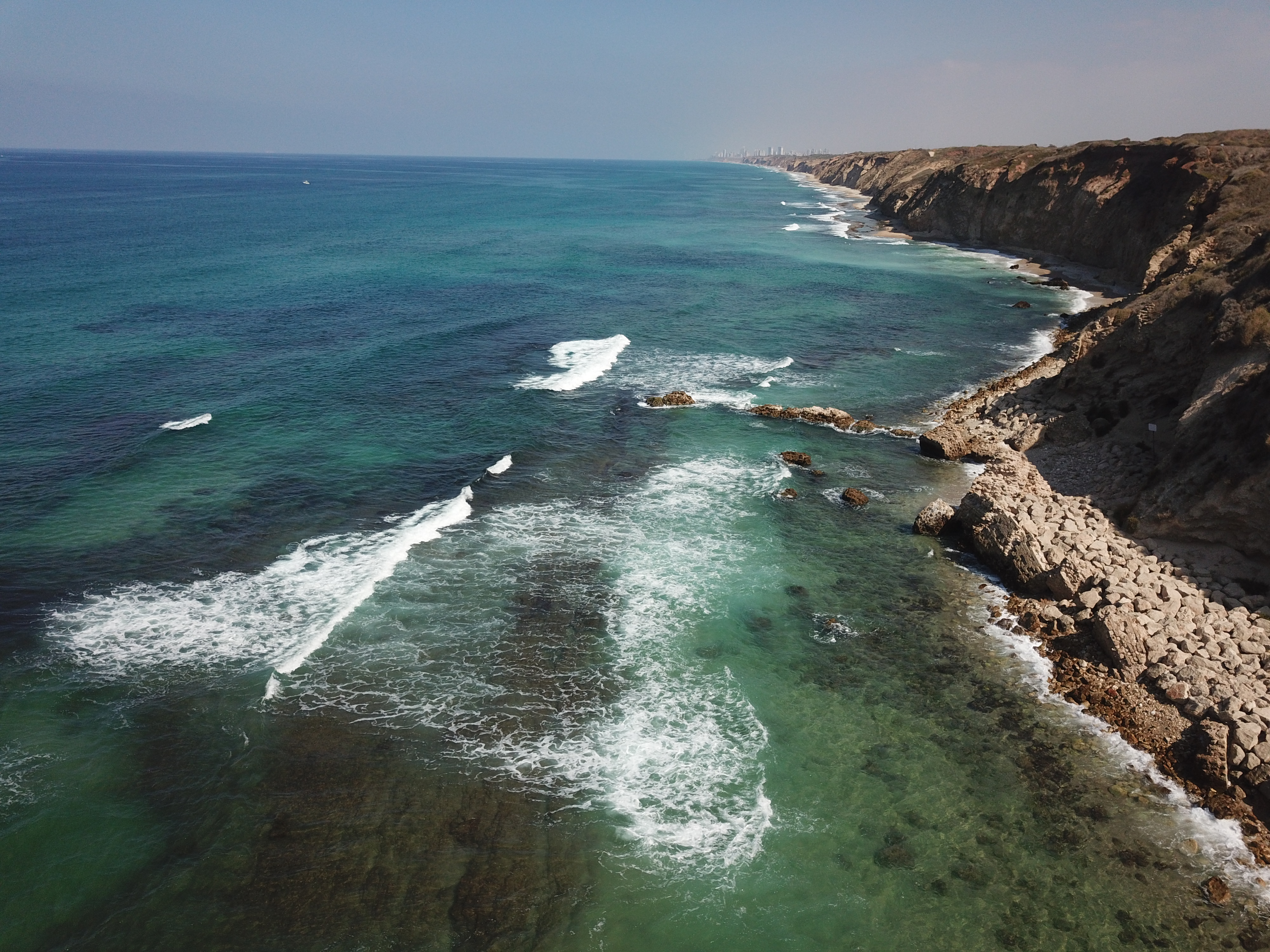
Portului fortăreței Arsur
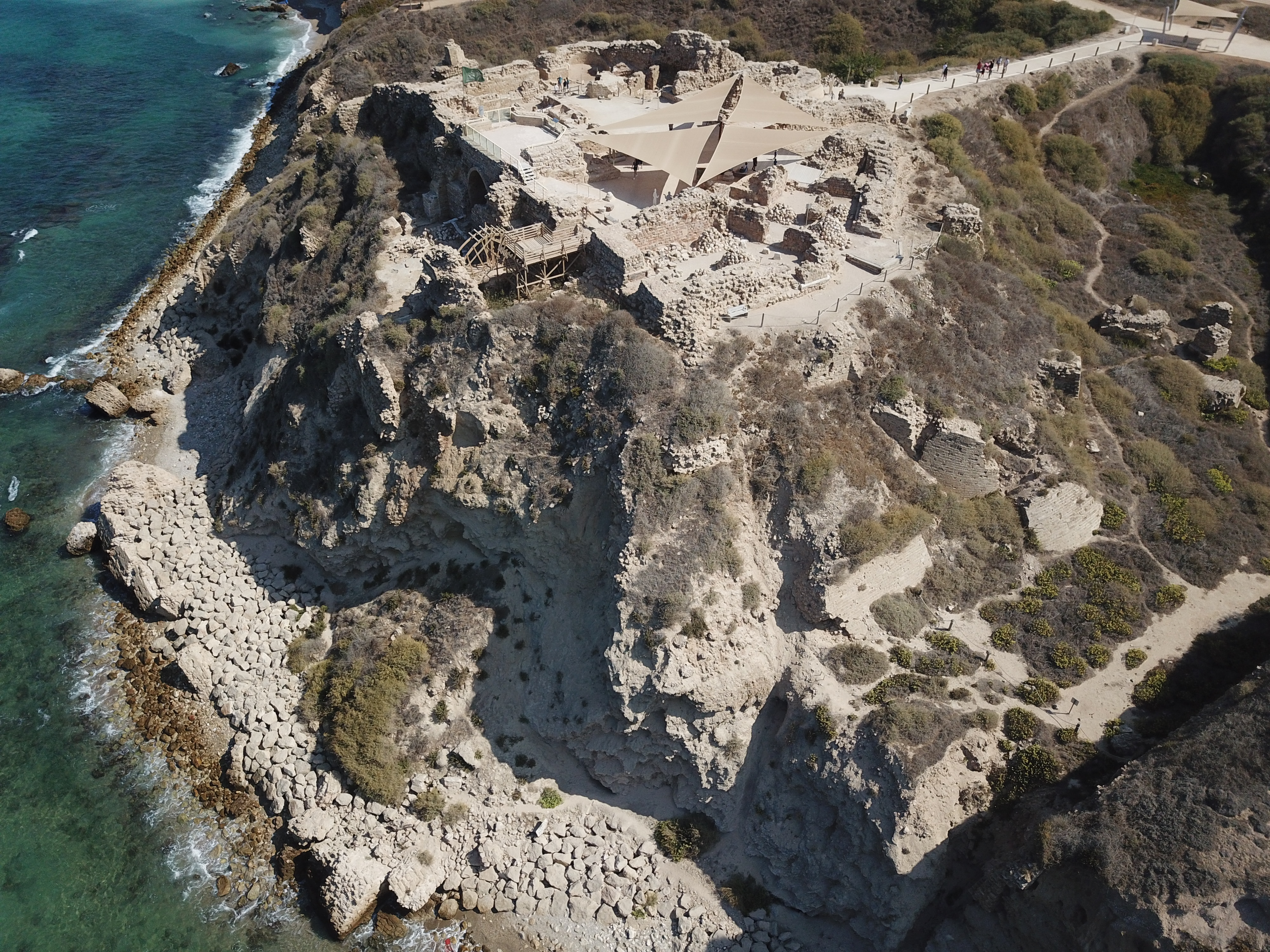
Fortăreața Arsur, vedere dinspre sud, se poate vedea prăbușirea falezei
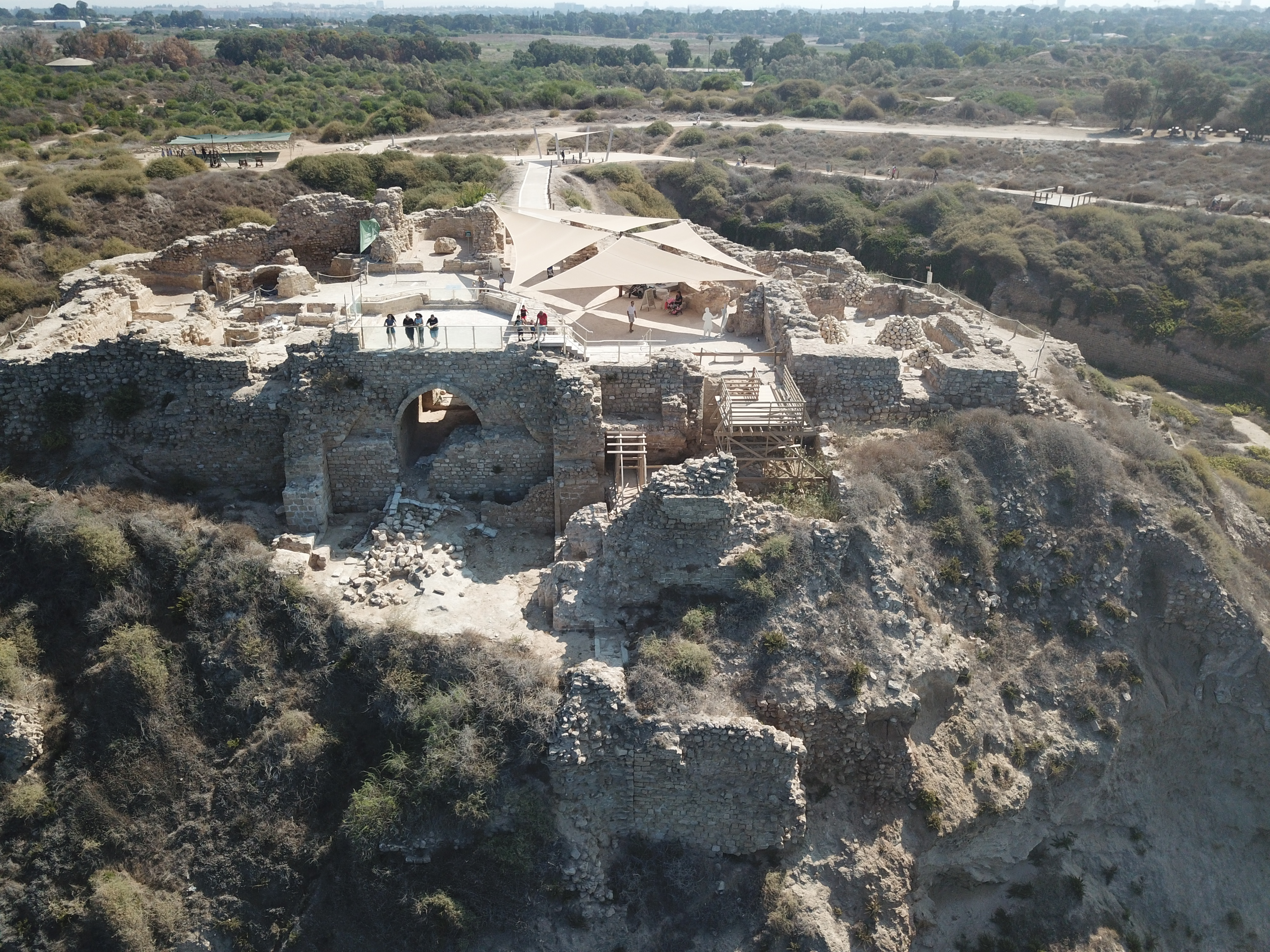
Fortăreața Arsur, vedere dinspre vest, se poate vedea prăbușirea falezei
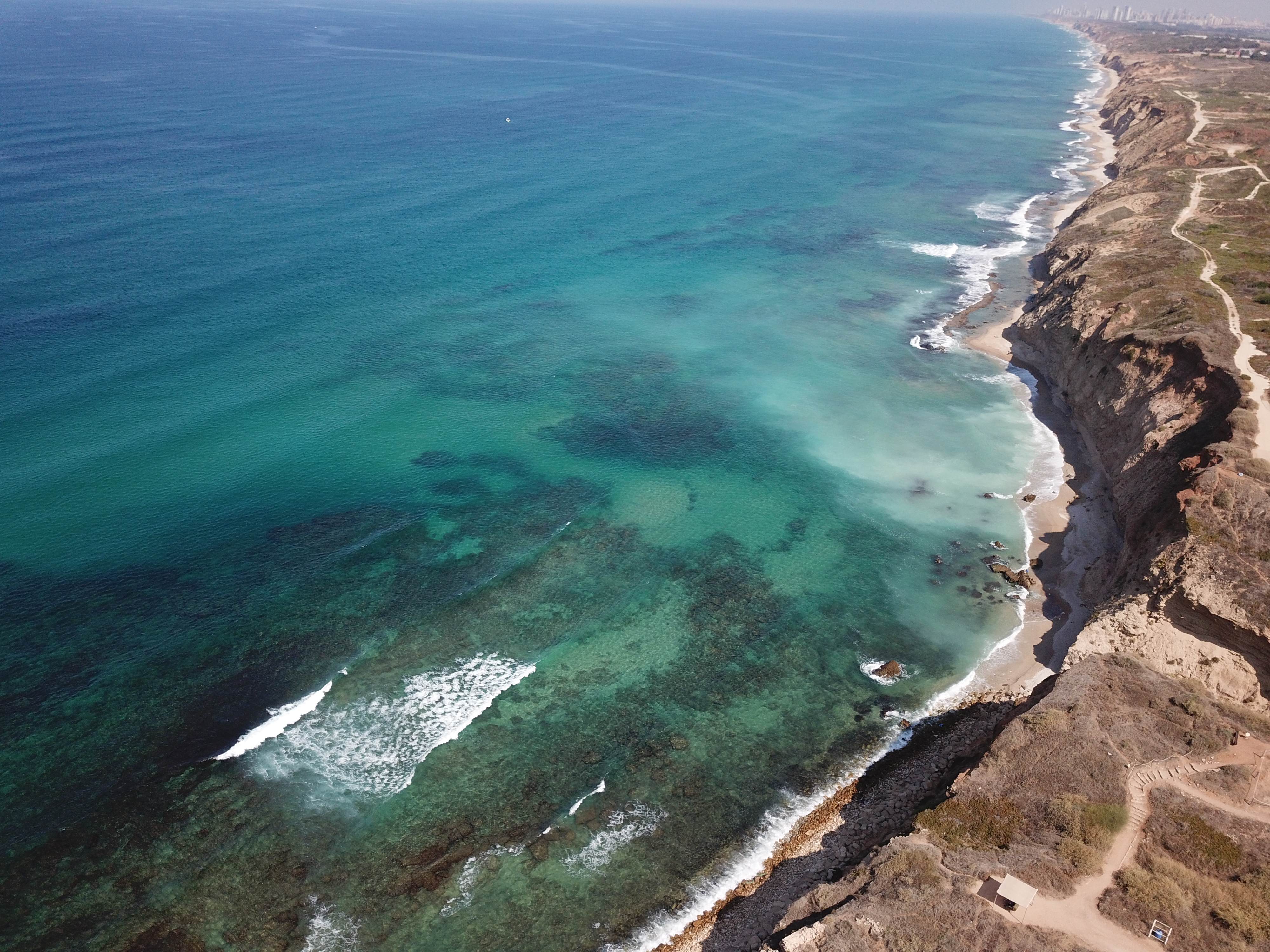
Litoralul la nord de portul cruciat Arsur, se pot vedea semne de poluare generate de o întreprindere industrială TAAS
Un punct de observație spre Apollonia